# 村瀬哲史
村瀬 哲史（むらせ あきふみ、1972年3月11日 - ）は、大阪府出身の予備校講師、マルチタレント。東進衛星予備校地理専任講師。ワタナベエンターテインメント所属。

## 来歴
河合塾や学研の講師を経て、東進ハイスクールで地理の講義を担当している。
講義のモットーは「丸暗記ではなく、考えることが面白くなる地理」で、聞き取りやすい関西弁で話すことが特徴。
その一方で、東進で現代文の講師を務める林修と同様に、『ネプリーグ』（フジテレビ）などのバラエティ番組へ定期的に出演。バラエティ番組やイベントへ出演する際にラガーシャツをよく着用していることで知られるが、当人にラグビー経験はなく学生時代はバドミントン部に所属していた。また、地元局の毎日放送では2021年3月まで、テレビの関西ローカル向け報道番組（『VOICE』→『ミント!』内の「Newsミント!」）で定期的にコメンテーターを務めていた。

## 人物
実家は岐阜県。高校生1人、中学生2人（2023年現在）の父親である。

## 主な出演

### テレビ
- ネプリーグ（フジテレビ）
- ちちんぷいぷい（毎日放送）[注釈 2]
- VOICE（毎日放送）
- ミント!（毎日放送）[注釈 3]
- ちゃちゃ入れマンデー（関西テレビ）
- キャッチ!（中京テレビ）[注釈 4]
- 林修の今でしょ!講座（テレビ朝日）
- グッド!モーニング（テレビ朝日）[注釈 5]
- 陸海空 地球征服するなんて（テレビ朝日）
- ノンストップ!（フジテレビ）
- 世界の村のどエライさん（関西テレビ）
- 今知っておきたい 世界のキケン地帯に住む人々（テレビ東京）
- なるほどストリート（テレビ東京）
- 世界は奇跡で出来ている（テレビ東京）
- 週末ライブ キモイリ!（KBS京都）[注釈 6]
- 痛快!明石家電視台（毎日放送）
- あす開幕!みんなの甲子園スペシャル～出場32校の笑顔を集めました～[注釈 7]
- 村瀬先生のぶらり関西歴史旅（eo光テレビ）
- 村瀬先生のぶらり歴史歩き（eo光テレビ）
- よんチャンTV（毎日放送）[注釈 8]
- SUNNY TIME（KBS京都）[注釈 6]
- DayDay.（日本テレビ）[注釈 9]
- 旬感LIVE とれたてっ!（関西テレビ）[注釈 10]
- おはよう朝日です（朝日放送）[注釈 11]
- 村瀬哲史の京都ガッ地理!クイズ（KBS京都）[注釈 12]
- あさドレ♪（中京テレビ）[注釈 13]

### ラジオ
- 上泉雄一のええなぁ!（MBSラジオ）[注釈 14]
- Mラジこどもスマイル!（MBSラジオ）[注釈 15]

### テレビCM
- 東進ハイスクール
- ロッテ「クレイジーガム放送局」（2013年）[注釈 16][5]。
- 関西電力「なっとくプラン」（2019年9月に関西電力管内で放送）
- 日清「チキンラーメン」（2022年）

## 著書
- 『村瀬の地理Bをはじめからていねいに地誌編』（東進ブックス、2012年10月） ISBN 978-4890855520
- 『村瀬のゼロからわかる地理B　系統地理編』（学研プラス、2018年8月7日） ISBN 978-4053047564
- 『村瀬のゼロからわかる地理B　地誌編』（学研プラス、2018年11月13日） ISBN 978-4053047557
- 『常識なのに!大人も答えられない都道府県のギモン』（宝島社、2019年12月） ISBN 978-4299000323